# Nelly Gunnarsson
Petronella "Nelly" Gunnarsson, född 1 maj 1869 i Västra Broby socken, död 12 december 1950 i Helsingborg, var en svensk fotograf och pionjär inom professionell porträttfotografi.
Gunnarsson var verksam i Helsingborg i början av 1900-talet, och tog framförallt porträtt. Hon fotade också stadsmiljöer, dokumenterade industri- och slöjdutställningen 1903, och fotograferade kyrkor för Nordiska museets räkning.
Under en tid bodde Gunnarsson i England, där hon tros ha studerat fotografi. Hon gifte sig aldrig, och förblev myndig hela sitt liv.
Vid hennes död skrev lokalpressen att Gunnarsson var "Skicklig, noggrann och uppskattad … med henne har en av Hälsingborgs mera kända personligheter inom den äldre generationen gått ur tiden."
2017 ställde Dunkers kulturhus ut Gunnarssons fotografier.